# Kinnel Bridge
Die Kinnel Bridge ist eine Straßenbrücke nahe der schottischen Ortschaft Templand in der Council Area Dumfries and Galloway. 1971 wurde das Bauwerk in die schottischen Denkmallisten in der Kategorie B aufgenommen. Die Hochstufung in die höchste Denkmalkategorie A erfolgte 1988. Des Weiteren bildet die Brücke zusammen mit dem Todhillmuir Cottage ein Denkmalensemble der Kategorie B.

## Geschichte
Es sind Verträge erhalten, welche das Engagement William Luckups zum Bau der Brücke belegen. Eine in die Brücke eingelassene Plakette weist hingegen John Frew als Erbauer aus. Dass Frew die Brücke nach einem Entwurf Luckups erbaut haben könnte, wird als mögliche Erklärung gegeben. Die Arbeiten wurden 1723 abgeschlossen. 1821 wurde die Kinnel Bridge erweitert. Die Arbeiten führte John MacDonald aus, der zuvor bei Thomas Telford Erfahrungen im Brückenbau gesammelt hatte.

## Beschreibung
Der Mauerwerksviadukt aus Bruchstein liegt rund einen Kilometer südöstlich von Templand. Er führt die B7020 in drei ausgemauerten Segmentbögen über das Kinnel Water. Die beiden nördlichen, das Kinnel Water überspannenden Bögen weisen identische Dimensionen auf. Der südliche, über Land führende Bogen ist hingegen kleiner dimensioniert. Die spitzen Eisbrecher sind an der Westseite wuchtiger gearbeitet. Die Gestaltung der Ostseite geht auf MacDonalds Erweiterungen aus dem Jahre 1821 zurück. Ungleich der Brücke sind die einfassenden Brüstungen aus Steinquadern aufgebaut.